# Präsidentschaftswahl in Kirgisistan 2021
Die Präsidentschaftswahl in Kirgisistan 2021 wurde am 10. Januar 2021 durchgeführt. Gewählt wurde der Nachfolger von Sooronbai Dscheenbekow, der im Zuge der Proteste nach der Parlamentswahl in Kirgisistan 2020 vom Amt des Staatspräsidenten zurückgetreten war. Bereits im ersten Wahlgang konnte sich Sadyr Dschaparow mit circa 79 % der abgegebenen Stimmen durchsetzen und wurde damit zum neuen Präsidenten der Kirgisischen Republik. 
Parallel zur Präsidentschaftswahl stimmten die Kirgisen in einem Referendum über eine Änderung der kirgisischen Verfassung ab. 

## Wahlsystem
Die Präsidentschaftswahl wurde gemäß der Verfassung der Kirgisischen Republik als Mehrheitswahl abgehalten. Ein Kandidat musste dabei die absolute Mehrheit der abgegebenen Stimmen auf sich vereinen, um eine sechsjährige Amtszeit als Präsident Kirgisistans zu gewinnen. Wäre dies im ersten Wahlgang keinem der Kandidaten gelungen, wäre eine Stichwahl zwischen den beiden erfolgreichsten Kandidaten aus dem ersten Wahlgang abgehalten worden. Das Stimmrecht bei der Wahl galt für alle kirgisischen Staatsbürger, die zum Zeitpunkt der Wahl mindestens 18 Jahre alt waren, ausgenommen Häftlinge und Menschen mit psychischen Störungen. Kandidaten für das Amt des Präsidenten mussten sich bei der Zentralen Wahlkommission registrieren lassen und dort eine Gebühr hinterlegen. Darüber hinaus mussten Kandidaten einen Wohnsitz in Kirgisistan und Kenntnisse der Kirgisischen Sprache nachweisen.

## Hintergrund
Bei der vorangegangenen Präsidentschaftswahl 2017 wurde Sooronbai Dscheenbekow von der Sozialdemokratischen Partei Kirgisistans zum Präsidenten gewählt, die nächste Wahl war turnusgemäß für das Jahr 2023 vorgesehen. Am 15. Oktober 2020 trat Dscheenbekow allerdings vorzeitig vom Amt des Präsidenten zurück, nachdem dieser Schritt bei den Protesten gegen die von Unregelmäßigkeiten geprägte Parlamentswahl am 4. Oktober 2020 verstärkt gefordert worden war. Daraufhin wurde Sadyr Dschaparow, der erst im Zuge der Unruhen nach der Parlamentswahl aus dem Gefängnis befreit worden war, wo er eine mehrjährige Haftstrafe wegen Geiselnahme verbüßte, zum kommissarischen Präsidenten ernannt. Dschaparow war zuvor bereits zum Premierminister aufgestiegen und vereinte somit nun die beiden mächtigsten Ämter des Landes auf sich. Am 14. November 2020 trat Dschaparow als kommissarischer Präsident zurück, um verfassungsgemäß bei der Präsidentschaftswahl kandidieren zu können.

## Kandidaten
Im November 2020 bekundeten mehr als 60 Personen Interesse an einer Kandidatur für das höchste politische Amt in Kirgisistan, bis Ende Dezember reduzierte sich das Kandidatenfeld aber auf 17 Bewerber, die am 10. Januar 2021 zur Wahl stehen. Als eindeutiger Favorit galt Sadyr Dschaparow, dem bereits Umfragen gute Chancen auf einen Sieg im ersten Wahlgang vorhersagten. Weitere prominente Kandidaten waren der Parteivorsitzende der oppositionellen Partei Butun Kirgisistan, Adachan Madumarow, sowie der ehemalige Parlamentssprecher Kanatbek Issajew. Als einzige Frau kandidierte die ehemalige Verfassungsrichterin Klara Sooronkulowa bei der Präsidentschaftswahl.

## Ergebnis
Die Zentrale Wahlkommission gab nach Auszählung fast aller Stimmen noch am Abend des Wahltags ein vorläufiges Ergebnis der Präsidentschaftswahl bekannt. Demnach gewann Dschaparow mit rund 79 % der abgegebenen Stimmen im ersten Wahlgang. Mit einem Anteil von 6,7 % der Stimmen erhielt der oppositionelle Kandidat Adachan Madumarow die zweitmeisten Stimmen. Die Wahlbeteiligung fiel bei der Wahl mit knapp 38 % gering aus, bei der letzten Präsidentschaftswahl im Jahr 2017 hatte sie noch bei mehr 56 % gelegen.
| Kandidaten              | Parteien           | Stimmen   | %    |
| ----------------------- | ------------------ | --------- | ---- |
| Sadyr Dschaparow        | Mekentschil        | 1.105.248 | 79,8 |
| Adachan Madumarow       | Butun Kirgisistan  | 94.741    | 6,8  |
| Babyrdschan Tolbayew    | –                  | 32.979    | 2,4  |
| Arstanbek Myktybek      | Bir Bol            | 23.583    | 1,7  |
| Abdil Segisbaew         | –                  | 20.335    | 1,5  |
| Imamidin Taschow        | –                  | 16.383    | 1,2  |
| Klara Sooronkulowa      | Reforma            | 14.005    | 1,0  |
| Aimen Kasenow           | –                  | 12.684    | 0,9  |
| Ulukbek Kotschkorow     | Birimdik           | 9.397     | 0,7  |
| Kanatbek Issajew        | Kirgisistan-Partei | 8.038     | 0,6  |
| Eldar Abakirow          | –                  | 6.996     | 0,5  |
| Baktybek Kalmamatow     | –                  | 6.893     | 0,5  |
| Kursan Asanow           | –                  | 6.885     | 0,5  |
| Rawschan Dscheenbekow   | –                  | 2.652     | 0,2  |
| Kanybek Imanaliew       | –                  | 2.490     | 0,2  |
| Dschenischbek Baiuttiew | –                  | 1.327     | 0,1  |
| Arstanbek Abdyldajew    | –                  | 1.157     | 0,1  |
| Gegen alle              | Gegen alle         | 18.673    | 1,3  |
| Gesamt                  | Gesamt             | 1.384.466 | 100  |
|                         |                    |           |      |
| Ungültige Stimmen       | Ungültige Stimmen  | 11.047    | 0,8  |
| Wähler                  | Wähler             | 1.395.513 | 39,2 |
| Wahlberechtigte         | Wahlberechtigte    | 3.563.574 |      |
|                         |                    |           |      |
| Quellen: CEC – CEC      |                    |           |      |

## Reaktionen
Als Konsequenz der Ausschreitungen nach der Parlamentswahl im Oktober 2020 wurde die Präsenz der Sicherheitskräfte insbesondere in der Hauptstadt Bischkek deutlich erhöht, sodass es am Wahltag vorerst zu keinen größeren Ausschreitungen kam. Das Wahlergebnis war jedoch nicht unumstritten, erneut wurde der Vorwurf des Stimmenkaufs laut, unter anderem seitens der Kampagne von Klara Sooronkulova. Bei der Zentralen Wahlkommission wurden am Wahltag mehr als 60 Unregelmäßigkeiten gemeldet, zahlreiche davon betrafen den Kauf von Stimmen und den Missbrauch staatlicher Ressourcen. Mehrere unterlegene Kandidaten erkannten das Wahlergebnis daher nicht an. Insbesondere der zweitplatzierte Kandidat, Adachan Madumarow, äußerte Zweifel an der Rechtmäßigkeit der Wahl. Er behauptete, die schnelle Auszählung der Stimmen und der starke Zuspruch für Dschaparow seien das Ergebnis vorgeplanter Programme, daher werde er bis zum Ende kämpfen, bis unrechtmäßige Methoden in Kirgisistan eliminiert seien.
Wahlsieger Dschaparow hingegen erkannte das Wahlergebnis an und sagte bei einer Pressekonferenz am Abend des Wahltags, es sei unmöglich, das Wahlergebnis zu verfälschen. Die niedrigere Wahlbeteiligung im Vergleich zu vorangegangenen Präsidentschaftswahlen wertete er als Zeichen für die Rechtmäßigkeit der Wahl, da die vorangegangenen Wahlen und die hohen Wahlbeteiligungen das Ergebnis von Wahlfälschung gewesen seien.
Trotz der Zweifel am Ergebnis der Wahl seitens der Opposition wurde dieses noch am Wahltag von anderen Regierungen anerkannt. Als einer der ersten Staatschefs gratulierte Aschraf Ghani, der Präsident Afghanistans, Dschaparow zu dessen Wahlsieg. Auch die türkische Regierung erkannte das Wahlergebnis an und lobte die Abhaltung der Wahl als ruhig und friedlich. Am Tag nach der Wahl gratulierte der russische Präsident Wladimir Putin nach Angaben des Kremls Dschaparow zu dessen Wahlsieg und bot eine enge Zusammenarbeit beider Staaten an.